# Le bagne des gosses
Le bagne des gosses er en fransk stumfilm fra 1907 af Charles Decroix.